# Bridges Ventures
Bridges Ventures — семейство фондов/трастов и управляющая компания, осуществляющие инвестиции социального воздействия в Великобритании и США; один из пионеров отрасли.

## Организация
Bridges Ventures основан в 2002 году Рональдом Коэном, который стал его первым председателем совета директоров, и другими лицами.
Штаб квартира Bridges Ventures расположена в Лондоне (Великобритания).
Дополнительный офис открыт в Бирмингеме (Великобритания).
В целом организация управляется партнёрами, советом директором и консультативным советом.
Каждый фонд управляется своей командой с председателем во главе
Управляющий партнёр — Филипп Ньюборо (англ. Philip Newborough), Председатель совета директоров Bridges Ventures — Питер Энгландер, Председатель консультативного совета — Рональд Коэн.
Материнской структурой — владельцем акций Bridges Ventures является Bridges Charitable Trust.
Подобная схема собственности исключает смену собственника или направления деятельности организации.
Все доходы от деятельности при этом реинвестируются.

## Деятельность
Деятельность Bridges Ventures ведётся через несколько специализированных фондов со своей собственной инвестиционной стратегией:
- Фонды устойчивого роста (англ. Sustainable Growth Funds) — для инвестиций в быстрорастущие компании с высокой степенью социального воздействия.
- Фонды недвижимости (англ. Property Funds):
  - Фонд устойчивой недвижимости (англ. Bridges Sustainable Property Fund) — для инвестиций в коммерческую недвижимость направленную на регенерацию и устойчивое развитие при условии соблюдения современных экологических требований.
  - Фонд ухода (англ. CarePlaces Fund) — для инвестиций в области здравоохранения (например, домов престарелых).
- Фонды социального сектора (англ. Social Sector Funds):
  - Фонд социальных предпринимателей (англ. Social Entrepreneurs Fund) — для инвестиций в масштабируемые социальные предприятия.
  - Фонд социальных облигаций (англ. Social Impact Bond Fund) — для инвестиций в социальные облигации.

Ранее фонды Bridges Ventures не имели названия и были номерными.
Обычно Bridges Ventures осуществляет инвестиции в размере от 100 тыс. до 50 млн фунтов стерлингов в один объект в зависимости от фонда.
Преимущество отдаётся проектам в Великобритании с акцентом на Англию.
Входящий в структуру Bridges Ventures Bridges Charitable Trust, кроме своего основного предназначения — быть держателем акций компании, осуществляет финансирование некоммерческих инициатив.
Сотрудники Bridges Ventures приняли решения перечислять 10 % своих доходов в Bridges Charitable Trust.